# Робер Мисраи
Робер Мисраи (на френски: Robert Misrahi) е френски философ, един от водещите специалисти по Спиноза.

## Биография
Роден в Париж през 1926 г.
Почетен професор по етическа философия на Университета Париж I (Сорбона), той е публикувал многобройни книги, посветени на Спиноза, както и на философско-естетичните страни на проблема за щастието.
Мисраи публикува статии в периодичния печат, в Encyclopædia Universalis и във влиятелния философски речник на издателство PUF.
През ноември 2002 г. на страниците на седмичника Charlie Hebdo предизвика разпален спор около скандалната книга на Ориана Фалачи „Гневът и гордостта“, която защитава.

## Философски възгледи
Във философското революционно дело на Спиноза Робер Мисраи търси основанията на щастието в съвременното общество. Следвайки Спиноза, философът твърди, че „призванието на човечеството не е страданието, а радостта, не чувството за греховност, а свободата на разумните и споделени удоволствие и наслада.“ Желанието е форма на уважение на себе си, радост от живота, жизнена сила и „усилие за съхраняване на битието“.
За разлика от Шопенхауер, за когото желанието е източник на страдание, от Ницше, за когото то е дионисовски порив, лишен от всяка форма на разсъдъчност; или отчуждаващо и греховно, каквото е за идеалистите Платон, Имануел Кант – радостта от живота и насладата са едновременно активни и съзерцателни, чувствени и разсъдъчни и са път за индивидуално развитие, развитие едновременно материално и духовно. Те са постижими в рамките на социалния договор, но за да бъдат възможни е наложително да се води борба с предразсъдъците – религиозни и култови. Всяко етично и политическо разсъждение трябва да изхожда от светското, а не от неясни религиозни системи, които биха могла да включват нетолерантността и насилието.